# بن‌علی ییلدیریم
بن‌علی ییلدیریم (تلفظ ترکی استانبولی: [bina:ˌli jɯldɯˈɾɯm]؛ زاده ۲۰ دسامبر ۱۹۵۵ در رفاهیه، استان ارزنجان)، سیاستمدار ترکیه‌ای و آخرین نخست‌وزیر ترکیه است که پیش از آن به عنوان وزیر ارتباطات و حمل و نقل ترکیه فعالیت می‌کرد. کنگره اضطراری حزب عدالت و توسعه او را به عنوان نامزد جایگزینی احمد داووداوغلو، رهبر پیشین این حزب و نخست‌وزیر ترکیه تعیین نمود و او تا تغییر نظام حکومتی ترکیه به جمهوری ریاستی در این سمت بود.
ییلدیریم در انتخابات شهرداری استانبول (ژوئن ۲۰۱۹)، رقیب اصلی اکرم امام‌اوغلو بود اما هم در انتخابات اول (که ابطال گردید) و هم در انتخابات نهایی از وی شکست خورد و شهرداری استانبول را به حزب جمهوری خلق واگذار کرد.